# Machaerium scleroxylon
Machaerium scleroxylon — вид цветковых растений из рода Machaerium семейства Бобовые.

## Ареал
Является эндемиком Боливии, Бразилии, Аргентины и Парагвая.

## Другие названия
Кавиуна, жакаранда, морадо, пау ферро.

## Описание
Полулистопадное дерево, достигает в высоту 14—28 м, прямой ствол достигает 50—90 см в диаметре, кора чешуйчатая. Листья непарноперистые, с очерёдным расположением, длиной 6 см; 11—17 листиков, гладких сверху и опушенных снизу, имеют длину 10—25 мм и ширину 7—10 мм.
В оканчивающиеся метёлкой соцветия собраны 5—35 маленьких обоеполых зигоморфных цветов; венчик белый; 10 тычинок.
Плод — сухая крылатка, плоская, с перепончатым крылом, каштанового цвета, 5 см длиной, с одним овальным семенем.

## Использование
Древесина морадо имеет красивый цвет, с чётко выраженной текстурой. Плотность колеблется от 850 до 950 кг/м³ Используется для изготовления мебели, бильярдных киев, ручек инструментов, накладок и грифов для электрогитар. Накладки использует фирма Fender для именной модели SRV Stratocaster, грифы впервые стала делать фирма Suhr.  